# Clube Esportivo União
O Clube Esportivo União Ou Simplesmente Esportivo União é um tradicional clube de futebol brasileiro da cidade de Francisco Beltrão, no estado do Paraná. Suas cores são azul e branco.

## História
Fundado em 15 de fevereiro de 1956, conquistou o título do Campeonato Paranaense da Segunda Divisão de 1979. Em 1982 foi vice-campeão da mesma competição, perdendo o título para o Pinheiros.
No ano de 2015 foi reativado, num jogo comemorativo entre grande craques que jogaram no União e a Seleção Brasileira Master.
Em 2016, foi campeão da Terceira Divisão do Campeonato Paranaense e em 2017, conseguiu o acesso para a primeira divisão.
Em 2018 foi rebaixado no Campeonato Paranaense após terminar na vice lanterna com 7 pontos em 11 jogos. 
Em 2019 conseguiu mais um acesso para a elite do Campeonato Paranaense, após ser vice da Segunda Divisão, dessa vez para o PSTC.
Em 2020 foi rebaixado no Campeonato Paranaense após terminar na lanterna com 5 pontos em 11 jogos.
Em 2021 conseguiu mais um acesso para a elite do Campeonato Paranaense, após ser vice da Segunda Divisão, dessa vez para o São Joseense.
Em 2022 foi rebaixado no Campeonato Paranaense após terminar na vice lanterna com 7 pontos em 11 jogos.
Em 2025, irá disputar a Terceira Divisão do Campeonato Paranaense.

## Títulos
| Estaduais | Estaduais                          | Estaduais | Estaduais  |
|           | Competição                         | Títulos   | Temporadas |
| --------- | ---------------------------------- | --------- | ---------- |
|           | Campeonato Paranaense - 2ª Divisão | 1         | 1979       |
|           | Campeonato Paranaense - 3ª Divisão | 1         | 2016       |

## Campanhas de destaque
Vice do Campeonato Paranaense Segunda Divisão: 2017, 2019, 2021.

## Uniformes
- primeiro uniforme: camisa azul, calção branco e azuis;
- segundo uniforme: camisa e calção brancos com detalhes azuis e meias brancas;
- terceiro uniforme: camisa amarela, calção e meias brancas;